# Museu d'Apol·lònia
El Museu d'Apol·lònia o Museu Arqueològic de Fier és un museu, inaugurat l'any 1958, que es troba a 8 km a l'oest de Fier, Albània. El museu conté artefactes desenterrats a la rodalia de l'antiga ciutat grega d'Apol·lònia d'Il·líria i és a prop del monestir d'Ardenica.

## Història
Els primers intents de realitzar excavacions a Apol·lònia els feren durant la Primera Guerra Mundial uns arqueòlegs austríacs que van desenterrar i explorar sobretot les muralles que envoltaven la ciutat. Les excavacions sistemàtiques començaren al 1924 amb una missió arqueològica francesa dirigida per Leon Rey, que descobrí un conjunt de monuments al centre de la ciutat. A la fi dels anys 1930, Rey pressionà per crear un museu arqueològic que albergàs les troballes del seu equip, però la manca de finançament ho va perllongar. Finalment, el 8 d'octubre de 1936, la col·lecció de troballes arqueològiques d'Apol·lònia s'exposà a l'edifici governamental de Vlorë, que va sofrir bombardeigs i saqueigs durant la Segona Guerra Mundial. Després de la guerra, altres troballes arqueològiques foren objecte d'una altra campanya per a la creació d'un museu públic, però a la zona d'Apol·lònia. Els arqueòlegs S. Anamali i H. Ceka pogueren reunir els fons per obrir un museu i en acabant s'obrí al 1958, al poble de Pojan, dins del jaciment arqueològic antic. Durant el període comunista tingué un èxit considerable. Moltes excavacions fetes per arqueòlegs albanesos durant un període de 40 anys s'exhibiren al museu. Al 1991, però, va ser saquejat i tancat.
El 7 de desembre de 2011 el Museu Arqueològic del Parc Nacional d'Apol·lònia va reobrir les portes després de 20 anys. 688 objectes importants i un gran nombre de monedes antigues el converteixen en un dels museus més rics del país. El projecte de restauració del museu arqueològic s'engegà 3 anys abans amb un fons de 140.000 dòlars, finançat per la UNESCO. El museu, amb una superfície de 1.000 metres quadrats, s'hagué de tancar a principis dels 1990 per la deterioració de l'edifici. Els objectes arqueològics des de llavors s'emmagatzemen a l'Institut de Monuments de Tirana. Encara que el porxo es va ressentir després que s'obrís una esquerda, el terreny continua danyat.

## Col·lecció
El museu es troba en un edifici del segle XIV que abans era el monestir de Santa Maria. S'hi accedeix per una doble porta de fusta i una gran entrada a la banda oest. El museu té 7 pavellons, una galeria i 2 pòrtics. El gruix de la col·lecció es troba en 6 sales de la planta baixa al nord i a l'oest. En un pòrtic del costat est hi ha una impressionant col·lecció d'estàtues, i a l'edifici es conserven nombrosos frescs d'importància històrica de l'edat mitjana, que són al refetor. A les parets es poden trobar fragments d'inscripcions i altres spolia i el museu també té una col·lecció de mosaics medievals.